# Ордона
Ордона (італ. Ordona) — муніципалітет в Італії, у регіоні Апулія,  провінція Фоджа.
Ордона розташована на відстані близько 270 км на схід від Рима, 110 км на захід від Барі, 18 км на південь від Фоджі.
Населення — 2755 осіб (2014).
Щорічний фестиваль відбувається 22 січня. Покровитель — San Leone Vescovo.

## Демографія
Населення за роками:

Станом на 1 січня 2023 року в муніципалітеті офіційно проживало 539 іноземців з 18 країн, серед них 406 громадян країн Євросоюзу та 3 громадяни України.

## Сусідні муніципалітети
- Асколі-Сатріано
- Карапелле
- Фоджа
- Орта-Нова
- Черіньола